# Kamol Murodov
Kamol Ergashevich Murodov (ur. 29 listopada 1974) – uzbecki judoka. Dwukrotny olimpijczyk. Zajął 21. miejsce w Atlancie 1996 i odpadł w eliminacjach w Sydney 2000. Walczył w wadze ciężkiej i średniej.
Uczestnik mistrzostw świata w 1999. Startował w Pucharze Świata w latach 1996–1998, 2000 i 2001. Brązowy medalista igrzysk azjatyckich w 1998. Wicemistrz Azji w 2000. Zdobył trzy medale na wojskowych MŚ.

## Letnie Igrzyska Olimpijskie 1996
| Konkurencja | Eliminacje          | Klas. końcowa |
| Konkurencja | Przeciwnik I        | Miejsce       |
| ----------- | ------------------- | ------------- |
| +95 kg      | Igor Muller (LUX) P | 21.           |

## Letnie Igrzyska Olimpijskie 2000
| Konkurencja | Eliminacje            | Klas. końcowa |
| Konkurencja | Przeciwnik I          | Miejsce       |
| ----------- | --------------------- | ------------- |
| 90 kg       | Yoo Sung-yeon (KOR) P | 1 runda.      |